# Hiremannur, Ron
Hiremannur là một làng thuộc tehsil Ron, huyện Gadag, bang Karnataka, Ấn Độ.